# شفرویل، کبک
شفرویل (به فرانسوی: شفرویل، کبک، شفرویل) شهرکی در منطقه شهری کانیاپیسکو ناحیه کوت-نور در استان کبک کانادا است. در سرشماری سال ۲۰۱۱ این شهرک ۲۴۹ نفر جمعیت داشته‌است و مساحت آن ۳۹٫۰۲ کیلومتر مربع است.